# Mitsubishi
Mitsubishi Corporation (jap. 三菱商事株式会社 Mitsubishi Shōji Kabushiki-gaisha) – japoński konglomerat i marka licznych korporacji należących do grupy Mitsubishi Group, luźno powiązanych ze sobą jako keiretsu, notowana na Tokijskiej Giełdzie Papierów Wartościowych.
Zakres działalności przedsiębiorstw składających się na grupę Mitsubishi jest bardzo szeroki. Pod marką Mitsubishi działa m.in. producent samochodów osobowych (Mitsubishi Motors), producent automatyki przemysłowej (Mitsubishi Electric), wytwórnia lotnicza (Mitsubishi Aircraft Corporation) i zakłady zbrojeniowe (Mitsubishi Heavy Industries), największe na świecie zakłady chemiczne (Mitsubishi Chemical), producent szkła AGC Inc., a także bank, przemysł telekomunikacyjny i przemysł farmaceutyczny (Mitsubishi Tanabe Pharma) oraz przemysł ciężki: huty, stocznie.
Konglomerat posiada udziały m.in. w firmie Nikon, produkującej sprzęt fotograficzny, oraz Verbatim, produkującej oprogramowanie komputerowe i nośniki pamięci.

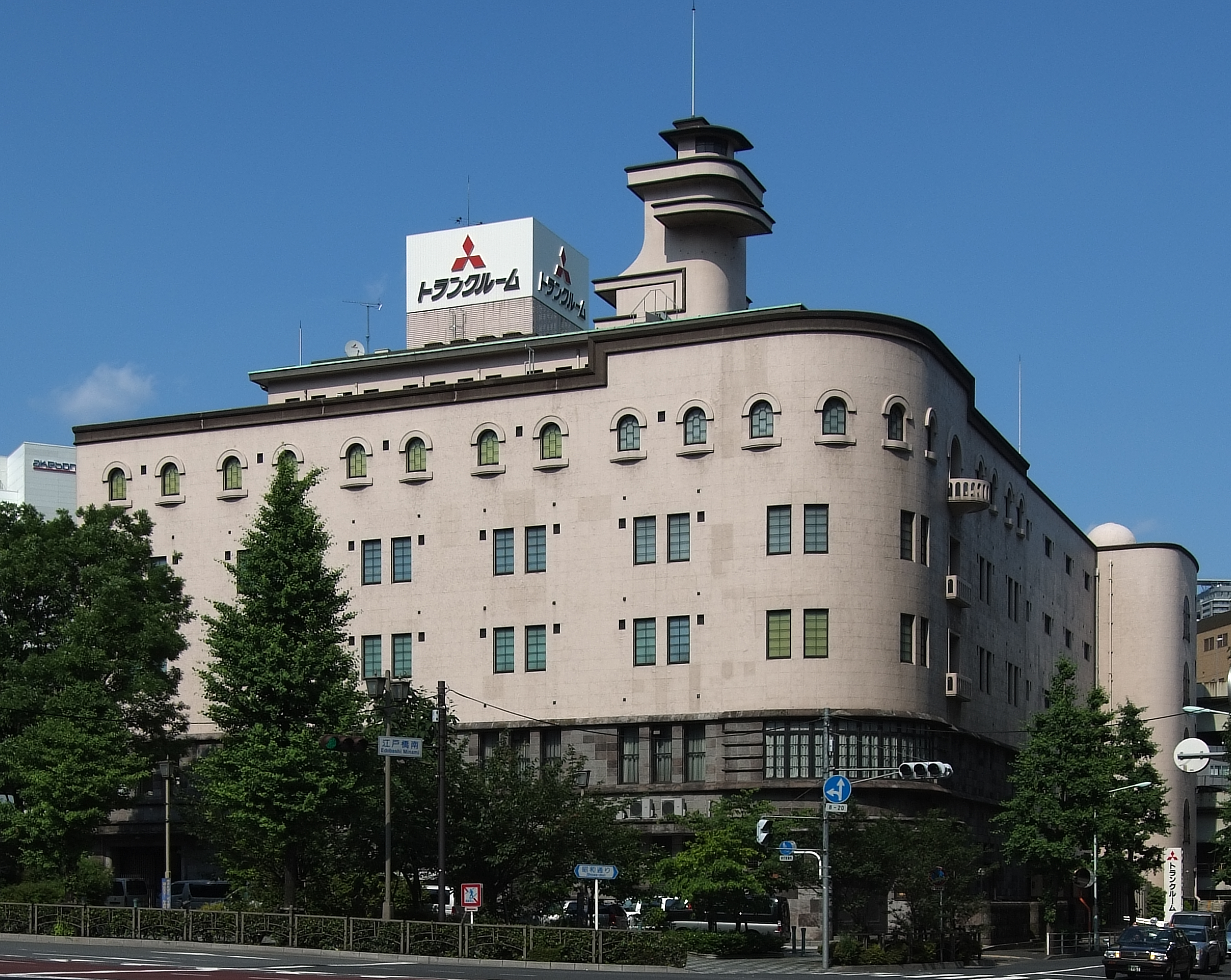
Siedziba Mitsubishi Logistics

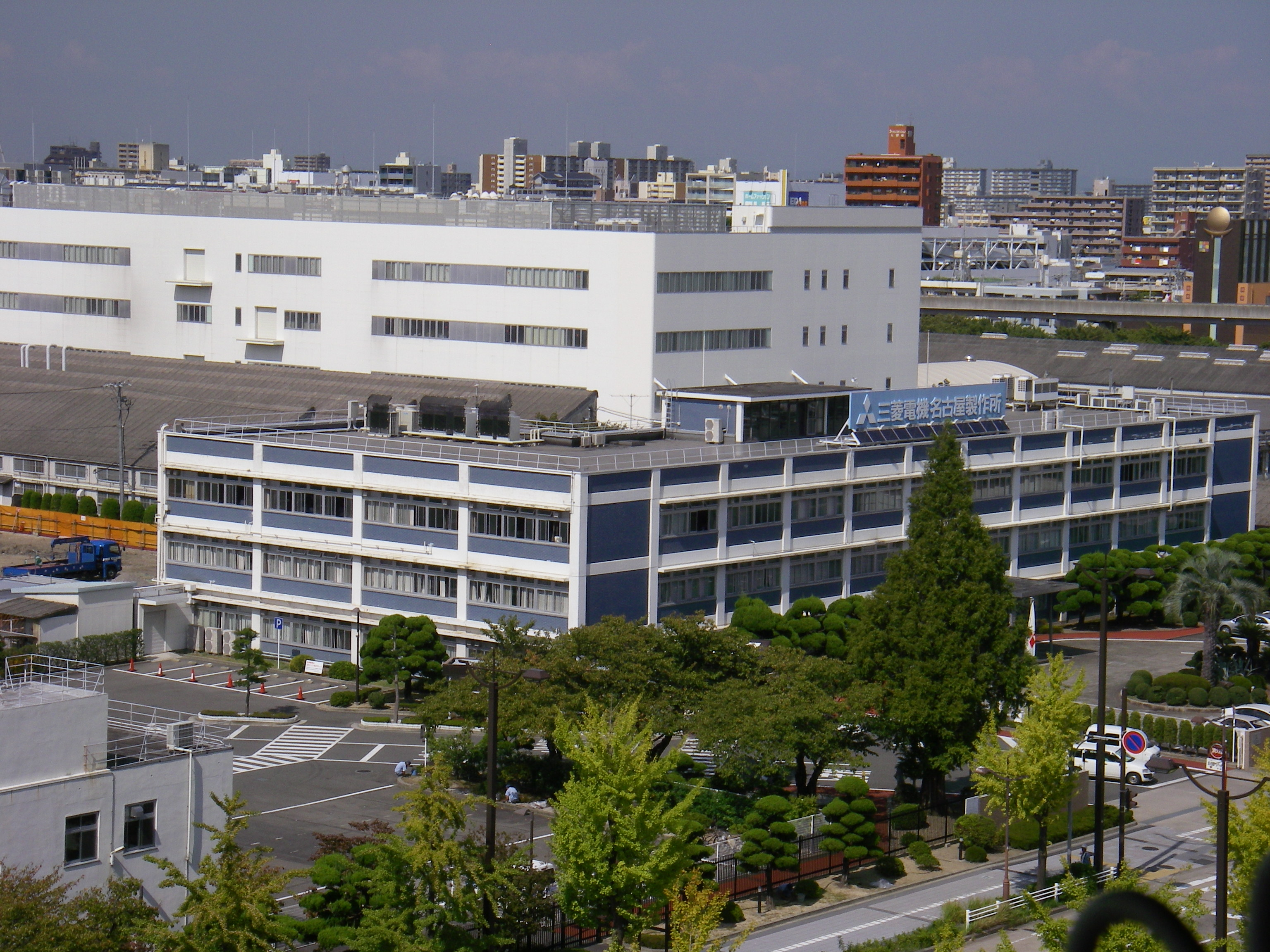
Siedziba Mitsubishi Electric w Nagoi

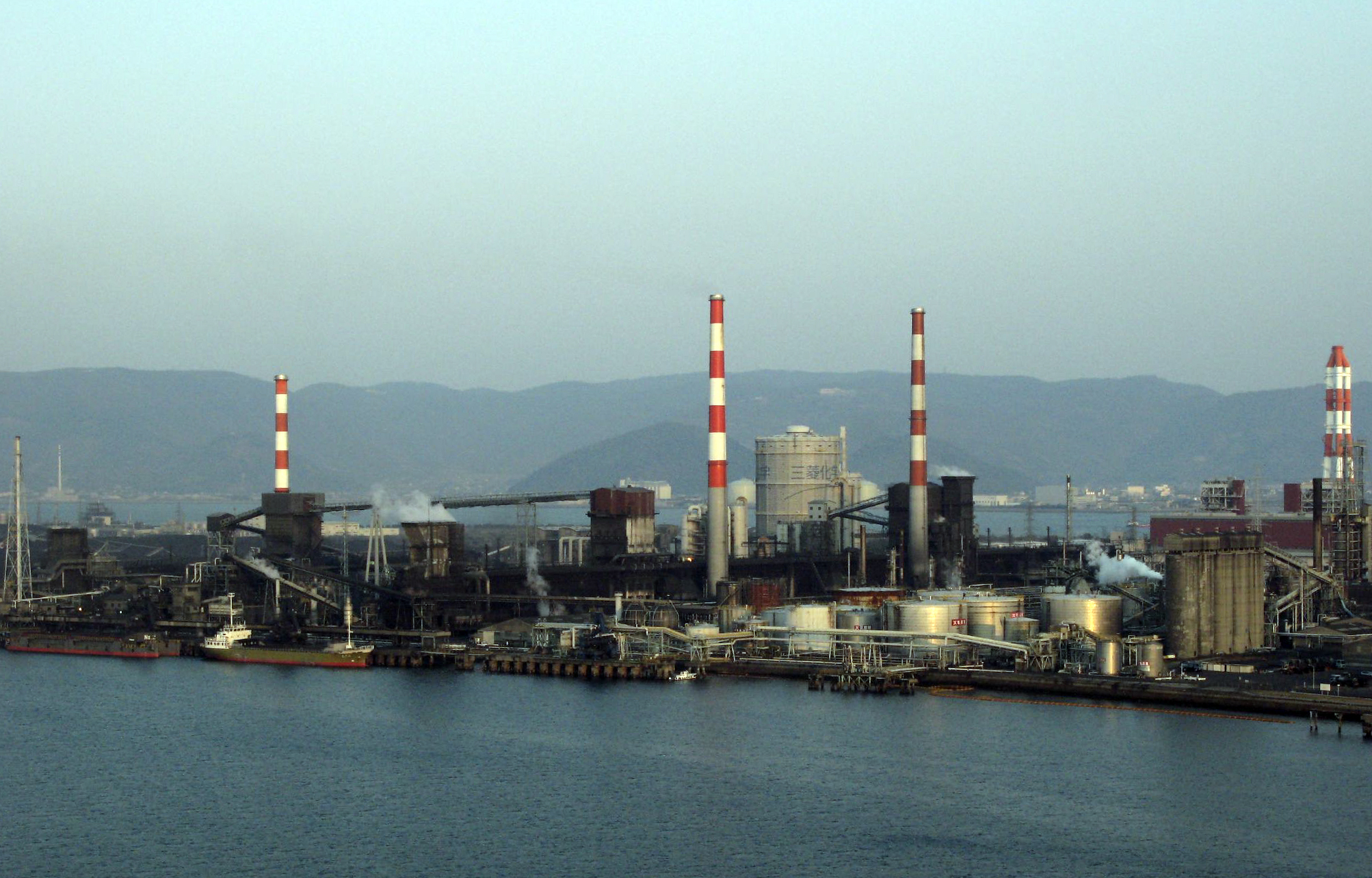
Zakłady chemiczne Mitsubishi w Sakaide

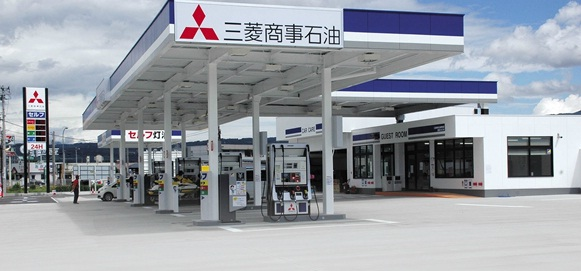
Stacja paliw Mitsubishi

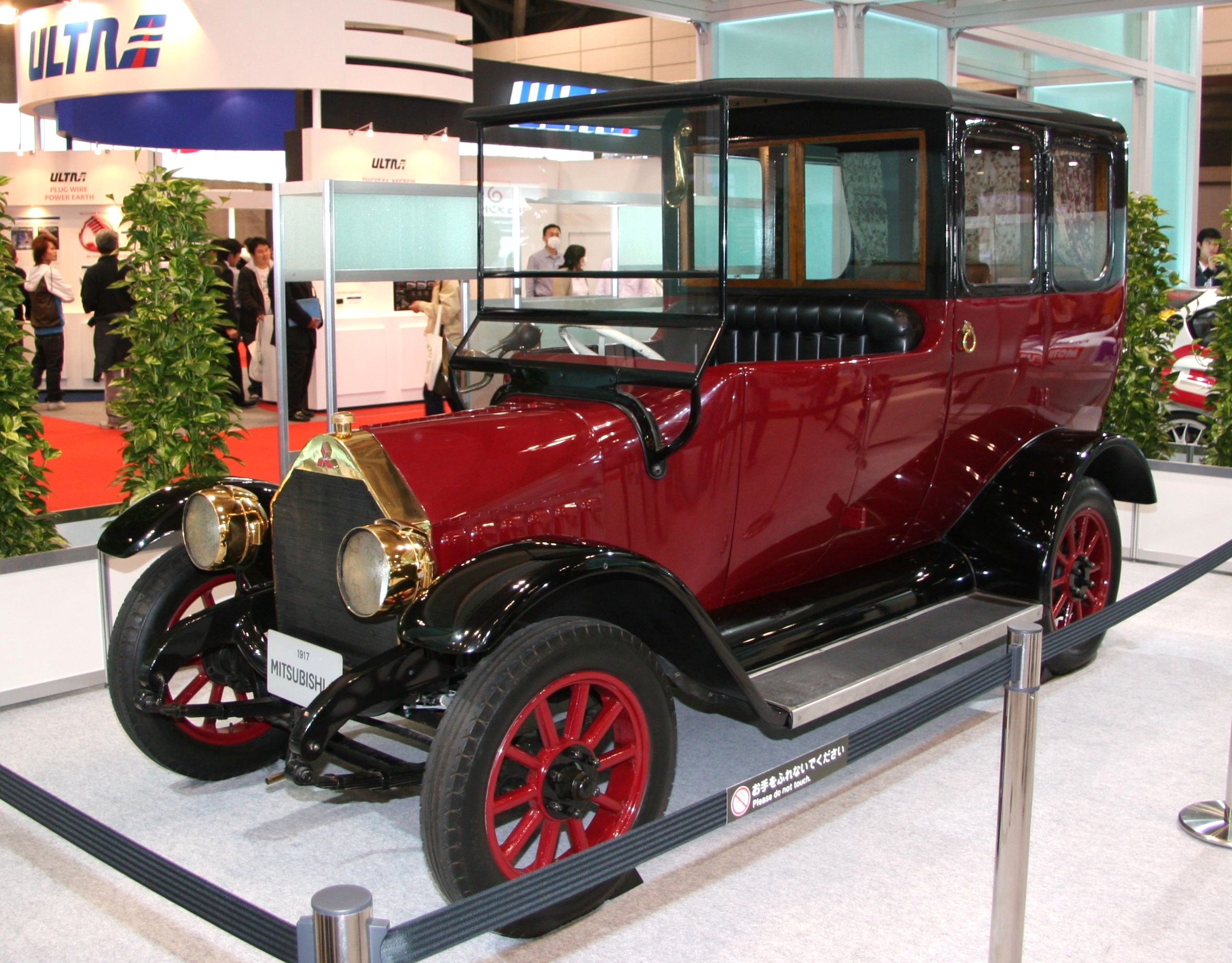
Mitsubishi Model A – pierwszy samochód osobowy marki

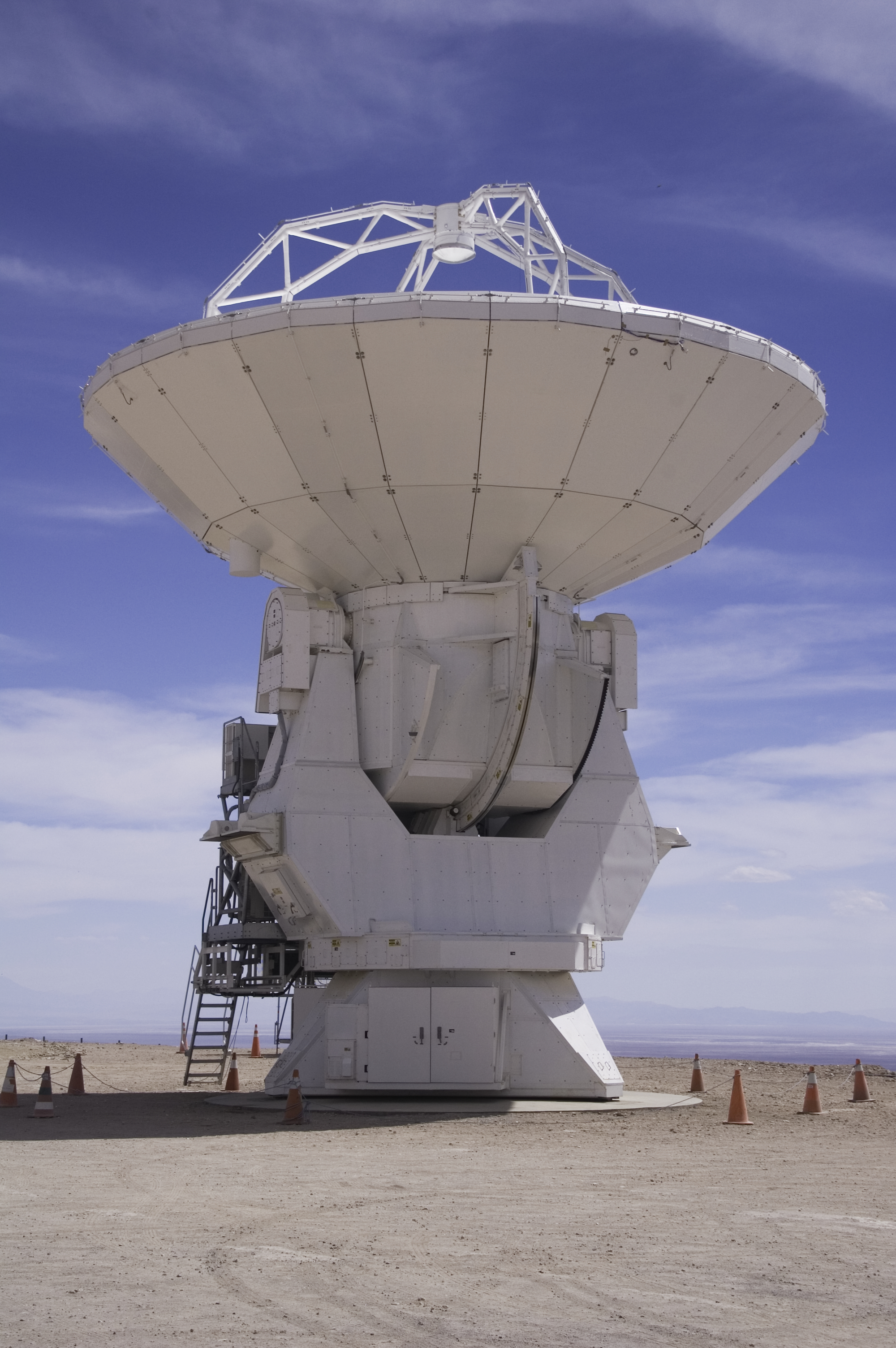
Antena obserwacyjna ALMA

Projektor multimedialny firmy Mitsubishi

Moduł zewnętrzny klimatyzatora firmy Mitsubishi

## Geneza nazwy
Nazwa „Mitsubishi” i obecny znak firmowy są tłumaczone jako „trzy diamenty”. Ich pochodzenie jest jednak inne i łączy kilka elementów.
Nazwa składa się z dwóch słów/znaków: „mitsu” znaczącego „trzy” oraz „hishi” (tu w postaci udźwięcznionej „bishi”) oznaczającego orzech wodny. Kształt liści tej rośliny był kojarzony w Japonii z kształtem rombu lub diamentu. Ponadto, znak firmy jest graficznym połączeniem dwóch herbów rodowych: twórcy firmy, Yatarō Iwasakiego – trzech nałożonych na siebie rombów oraz jego pierwszego pracodawcy, hanu Tosa – trzech liści dębu ułożonych w kształcie obecnego znaku firmy.

## Historia
Firma Mitsubishi została założona w 1870 roku przez Yatarō Iwasakiego jako przedsiębiorstwo transportowe, zajmujące się żeglugą morską oraz dysponujące trzema parowcami. Początkowo Yatarō Iwasaki nazwał swą firmę „Tsukumo”, ale flagi na jego statkach przedstawiały znane dziś logo z trzema diamentami. Kompania ta była współwłasnością klanu Tosa rządzącego na wyspie Shikoku. Kiedy klan Tosa został obalony w lipcu 1871 roku, a na należących do niego ziemiach powstała prefektura Kōchi, Yatarō Iwasaki stał się niezależnym przedsiębiorcą.
W 1874 roku przedsiębiorstwo zmieniło nazwę na „Mitsubishi” i przeniosło swoją siedzibę do Tokio. Następnie sam właściciel stworzył znane dzisiaj na całym świecie logo, nakładając na siebie dwa obrazy – swój okrągły herb rodowy oraz trójlistny herb klanu Tosa, czyli swoich pierwszych pracodawców. Główna działalność firmy koncentrowała się na liniach żeglugowych, do których w szybkim czasie dołączyły kopalnie węgla i miedzi, stocznia remontowa oraz usługi pocztowe. Mitsubishi stworzyło w tym czasie pierwsze regularne połączenie żeglugowe z Szanghajem. Stocznia remontowa w Jokohamie była jednocześnie początkiem międzynarodowej działalności Mitsubishi, bowiem powstała w oparciu o rodzaj joint-venture z firmą Shanghai Boyd Company.
Z czasem firma Mitsubishi stała się dochodowym przedsięwzięciem i działała na wielu polach, od międzynarodowego handlu, aż po usługi bankowe, optyczne i projektowanie oraz budowę samolotów i produkcję części zamiennych do samochodów osobowych. W 1917 roku wyprodukowano pierwszy samochód osobowy firmy nazwany Model A, który wzorowany był na Fiacie Zero. Produkcja pojazdu zakończona została po wyprodukowaniu zaledwie 22 egzemplarzy. Rok później rozpoczęto produkcję pierwszego samochodu ciężarowego nazwanego T1, a następnie pierwszego autobusu Fuso B46. W 1919 roku firma wyprodukowała pierwszy samolot nazwany Model-A. W 1921 roku zakończono jego produkcję. W 1931 roku zaprojektowano pierwszy silnik wysokoprężny koncernu o mocy 70 KM (wcześniej produkowano silniki dla samolotów). W 1934 roku Mitsubishi zaprezentowało samochód terenowy PX33 wyposażony w napęd na cztery koła i silnik wysokoprężny. Model nigdy nie trafił do produkcji seryjnej.
Okres II wojny światowej to przede wszystkim produkcja samolotów (m.in. A6M Zero). Jednak po wojnie koncern został podzielony na ponad 100 małych firm, z których tylko niewielka część ma coś wspólnego z przemysłem motoryzacyjnym.  W szczególności, w 1950 roku największe Mitsubishi Heavy Industries zostało podzielone na Mitsubishi Nihon Heavy Industries, Shin Mitsubishi Heavy Industries i Mitsubishi Shipbuilding & Engineering (początkowo nazwane odpowiednio: East Japan, Central Japan i West Japan Heavy-Industries). W okresie powojennym Mitsubishi skupiło się na pojazdach użytkowych. Powstały m.in. takie pojazdy jak XTM1 Mizushima, który jest trójkołowym pickupem, skuter C-10 Silver Pigeon, autobus MB46 wyposażony w napęd elektryczny. W latach 50. powstają kolejne istotne modele – autobus R1 z silnikiem umieszczonym z tyłu oraz ciężarowe T380 i T390 z odchylanymi do tyłu kabinami.
W latach 50. i 60. XX wieku firma Mitsubishi, wykorzystując ekonomiczny boom na japońskim rynku, przeżywała rozkwit motoryzacyjny. Do ponownego zajęcia się samochodami osobowymi japoński koncern Mitsubishi skłonił się pod wpływem amerykańskiego pojazdu Henry J, który był montowany w latach 1951-54 w jednym z przedsiębiorstw podzielonego koncernu (Mitsubishi Nihon) i spotkał się z bardzo dużym zainteresowaniem. Jednocześnie Shin Mitsubishi nawiązało w 1951 roku współpracę z Willysem na produkcję Jeepów, stając się dwa lata później licencjonowanym producentem tego auta terenowego. W 1953 roku uruchomiono wydział samochodów w Shin Mitsubishi, a w kolejnym roku w Mitsubishi Nihon. W 1960 roku Shin Mitsubishi wprowadziła na rynek model 500. Samochód ten był pojazdem małym, starannie zaprojektowanym oraz dobrze spisującym się zarówno w mieście, jak i na torze wyścigowym. Auto wyposażone było w półlitrowy silnik benzynowy o mocy 20 KM.
W 1964 roku doszło do ponownego połączenia trzech przedsiębiorstw przemysłu ciężkiego (Shin Mitsubishi, Mitsubishi Nihon i Mitsubishi Shipbuilding) w  Mitsubishi Heavy Industries. Utworzono też spółkę Mitsubishi Motor, zajmującą się początkowo sprzedażą. Od początku lat 60. Mitsubishi wypuszczało nowe modele własnych samochodów, a w 1962 roku pojawiła się nazwa modelu Colt.
W 1970 roku dział Motor Vehicle Division firmy Mitsubishi Heavy Industries, Ltd. rozpoczął osobną działalność pod szyldem Mitsubishi Motors Corporation (MMC). Spółka ta zajmuje się produkcją samochodów oraz części zamiennych. Tym samym rozpoczęła się ekspansja firmy. W 1973 roku na rynku pojawił się ambitny projekt o nazwie Lancer. Był to pierwszy model Mitsubishi sprzedawany w Europie (od 1975 roku), który zbudował reputację firmy Mitsubishi Motors w świecie sportów motorowych. Kryzys naftowy na rynku amerykańskim spowodował wzrost zainteresowania małymi i oszczędnymi samochodami osobowymi, dlatego Mitsubishi pojawiło się ze swoimi samochodami w Stanach Zjednoczonych początkowo pod marką Dodge, a od 1981 roku z własnym przedstawicielstwem.
W 1985 roku założono spółkę joint venture z Chryslerem, dzięki czemu rozpoczęto produkcję Mitsubishi Eclipse w stanie Illinois. W 1991 roku Mitsubishi odkupiło udziały od amerykańskiego koncernu. Podobna strategia została obrana i w Europie. Tu Mitsubishi zawarło porozumienie z Volvo i w 1991 roku przejęło 33% udziałów w holenderskiej fabryce Volvo (m.in. produkcja modelu Carisma). W 1999 roku Mitsubishi przejmuje wszystkie udziały w fabryce od Volvo. Ekspansja na rynki światowe pojazdów ciężarowych Mitsubishi stała się możliwa dzięki współpracy z koncernem DaimlerChrysler który to posiada 37,1% udziałów spółki.
W roku 2006 wprowadzono do produkcji powstały we współpracy z koncernem PSA Peugeot Citroën model Outlander, a cztery lata później model ASX.

## Przedsiębiorstwa Mitsubishi Group

### Rdzenni członkowie
- Asahi Glass(inne języki) Co.
- The Bank of Tokyo-Mitsubishi UFJ
- Kirin Brewery(inne języki) Co., Ltd.
- Meiji Yasuda Life
- Mitsubishi Corporation(inne języki)
- Mitsubishi Aircraft Corporation(inne języki) – przemysł lotniczy
- Mitsubishi Electric(inne języki) – automatyka przemysłowa
- Mitsubishi Estate Co.
- Mitsubishi Heavy Industries – przemysł zbrojeniowy
- Mitsubishi Materials(inne języki)
- Mitsubishi Logistics – przemysł logistyczny
- Mitsubishi Motors – przemysł motoryzacyjny
- Mitsubishi Paper Mills(inne języki), Ltd.
- Mitsubishi Plastics(inne języki), Inc.
- Mitsubishi Rayon(inne języki) Co., Ltd.
- Mitsubishi Research Institute(inne języki), Inc.
- Mitsubishi Shindoh(inne języki) Co., Ltd.
- Mitsubishi Steel Mfg. Co., Ltd.
- MSSC Inc.
- Mitsubishi UFJ Trust and Banking Corporation(inne języki) (część Mitsubishi UFJ Financial Group)
- Mitsubishi UFJ Securities(inne języki)
- Nikon – przemysł fotograficzny
- Nippon Oil Corporation
- NYK Line
- P.S. Mitsubishi Construction Co., Ltd.
- Tokio Marine & Nichido Fire Insurance Co., Ltd.

Przedsiębiorstwa te są członkami Mitsubishi Kinyokai.

### Przedsiębiorstwa notowane naNikkei 225
- Asahi Glass Co.
- Kirin Brewery Company
- Mitsubishi Chemical Holdings – przemysł chemiczny
- Mitsubishi Corporation
- Mitsubishi Electric
- Mitsubishi Estate
- Mitsubishi Heavy Industries
- Mitsubishi Logistics
- Mitsubishi Materials
- Mitsubishi Motors
- Mitsubishi Paper Mills
- Mitsubishi UFJ Financial Group
- Nikon
- Nippon Yūsen

### Organizacje powiązane
- Atami Yowado
- Chitose Kosan Co., Ltd.
- Dai Nippon Toryo Co., Ltd.
- The Dia Foundation for Research on Ageing Societies
- Diamond Family Club
- Kaitokaku
- Koiwai Noboku Kaisha, Ltd.
- LEOC JAPAN Co., Ltd.
- Marunouchi Yorozu Corp.
- Meiwa Corporation
- Mitsubishi C&C Research Association
- Mitsubishi Club
- Mitsubishi Corporate Name and Trademark Committee
- Mitsubishi Economic Research Institute
- Mitsubishi Electric Automation (MEAU)
- The Mitsubishi Foundation
- Mitsubishi Kinyokai
- Mitsubishi Marketing Association
- Mitsubishi Motors North America
- Mitsubishi Pencil Co., Ltd.
- Mitsubishi Public Affairs Committee
- The Mitsubishi Yowakai Foundation
- MT Insurance Service Co., Ltd.
- Nippon TCS Solution Center Ltd.
- Seikadō Bunko Art Museum
- Shonan Country Club
- Sotsu Corporation
- The Toyo Bunko
- Seikei University

## Produkty

### Lokomotywy
OSE 48 BB H1

### Samoloty

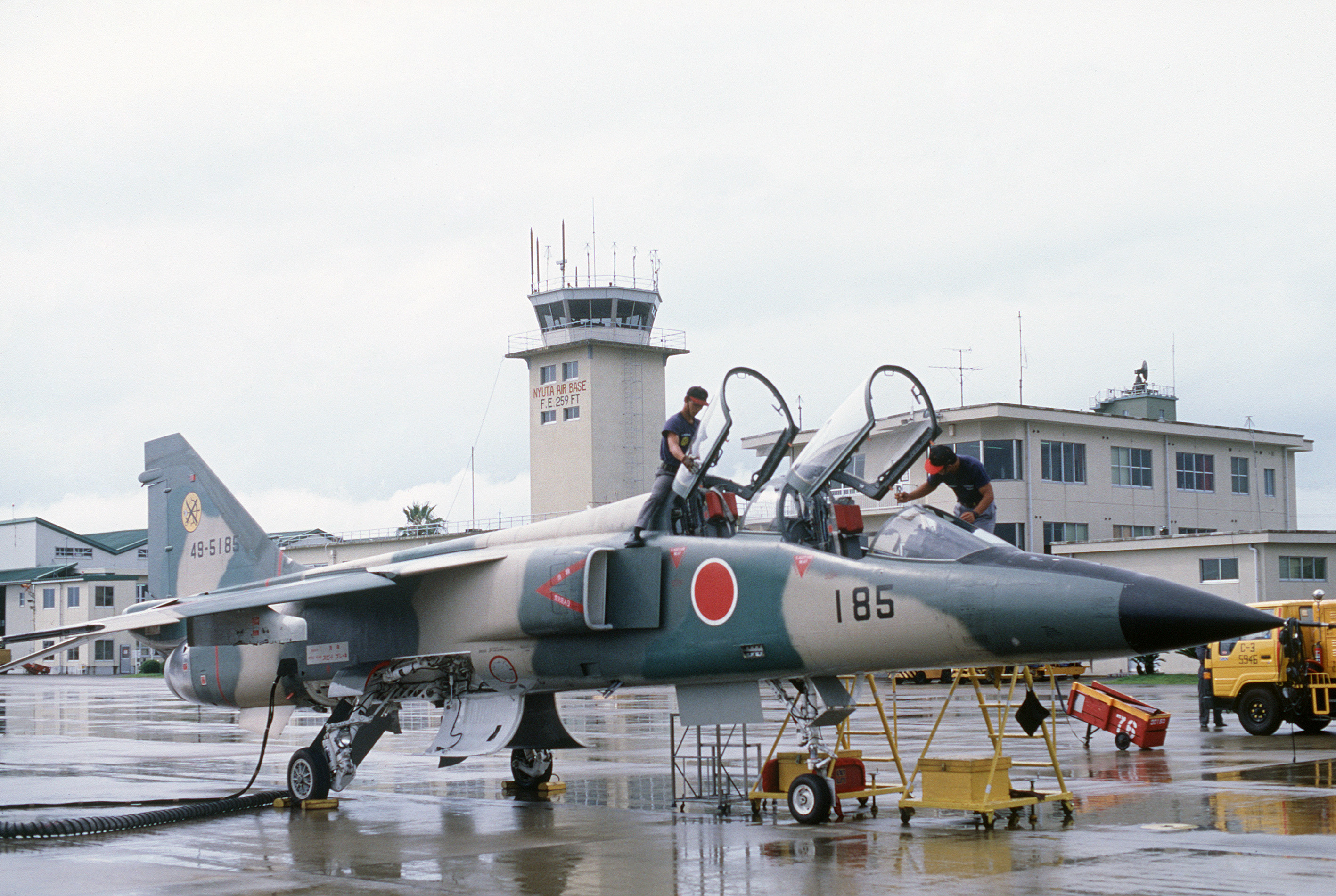
Mitsubishi T-2

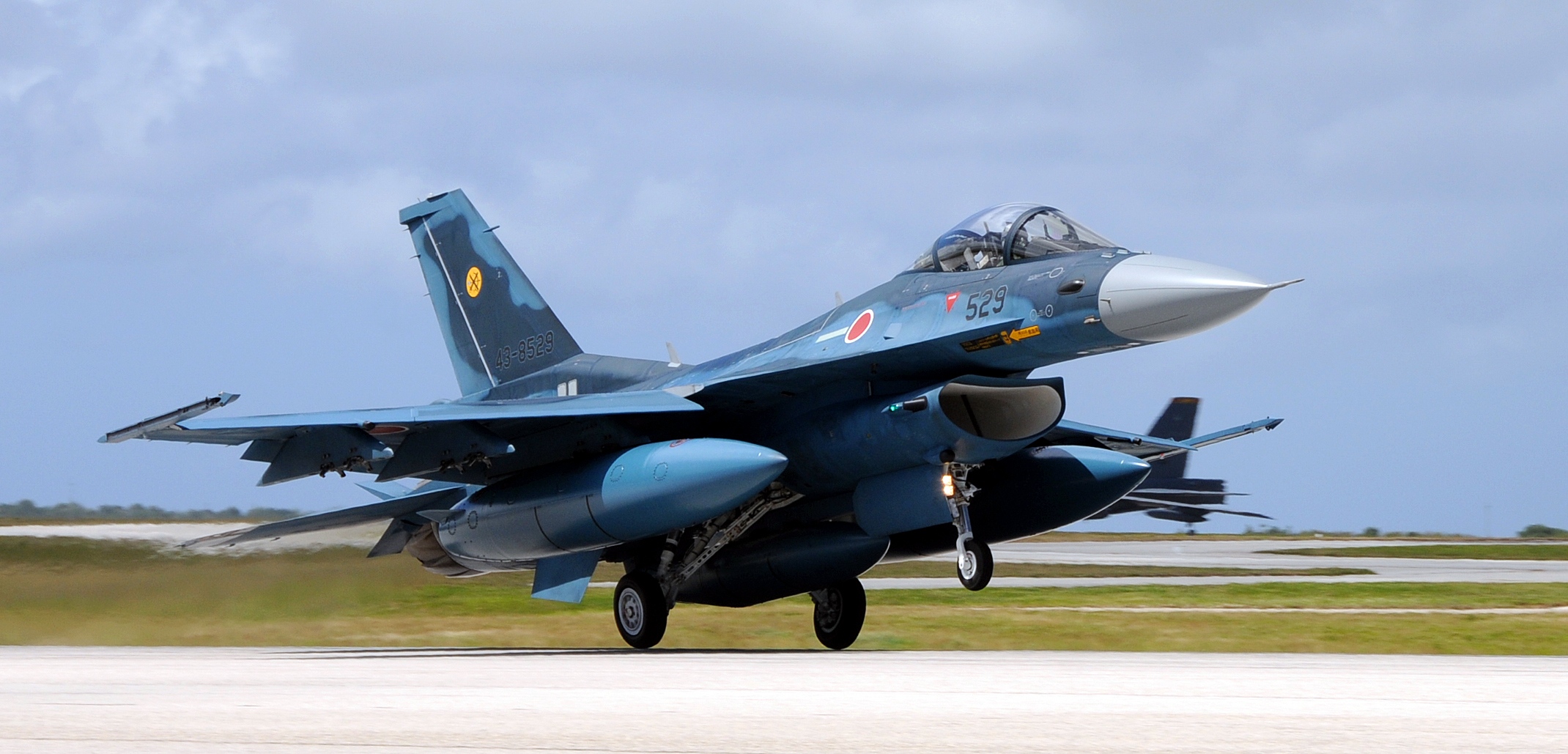
Mitsubishi F-2

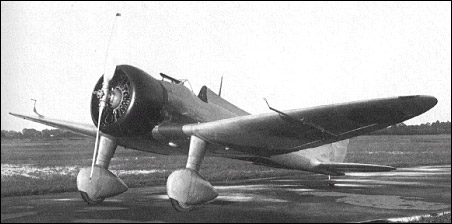
Mitsubishi Ki-33

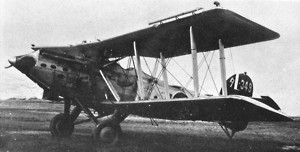
Mitsubishi B2M

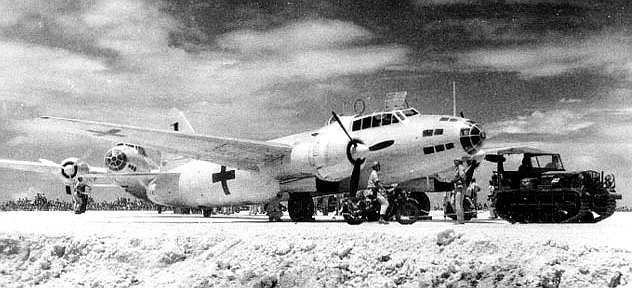
Mitsubishi G4M

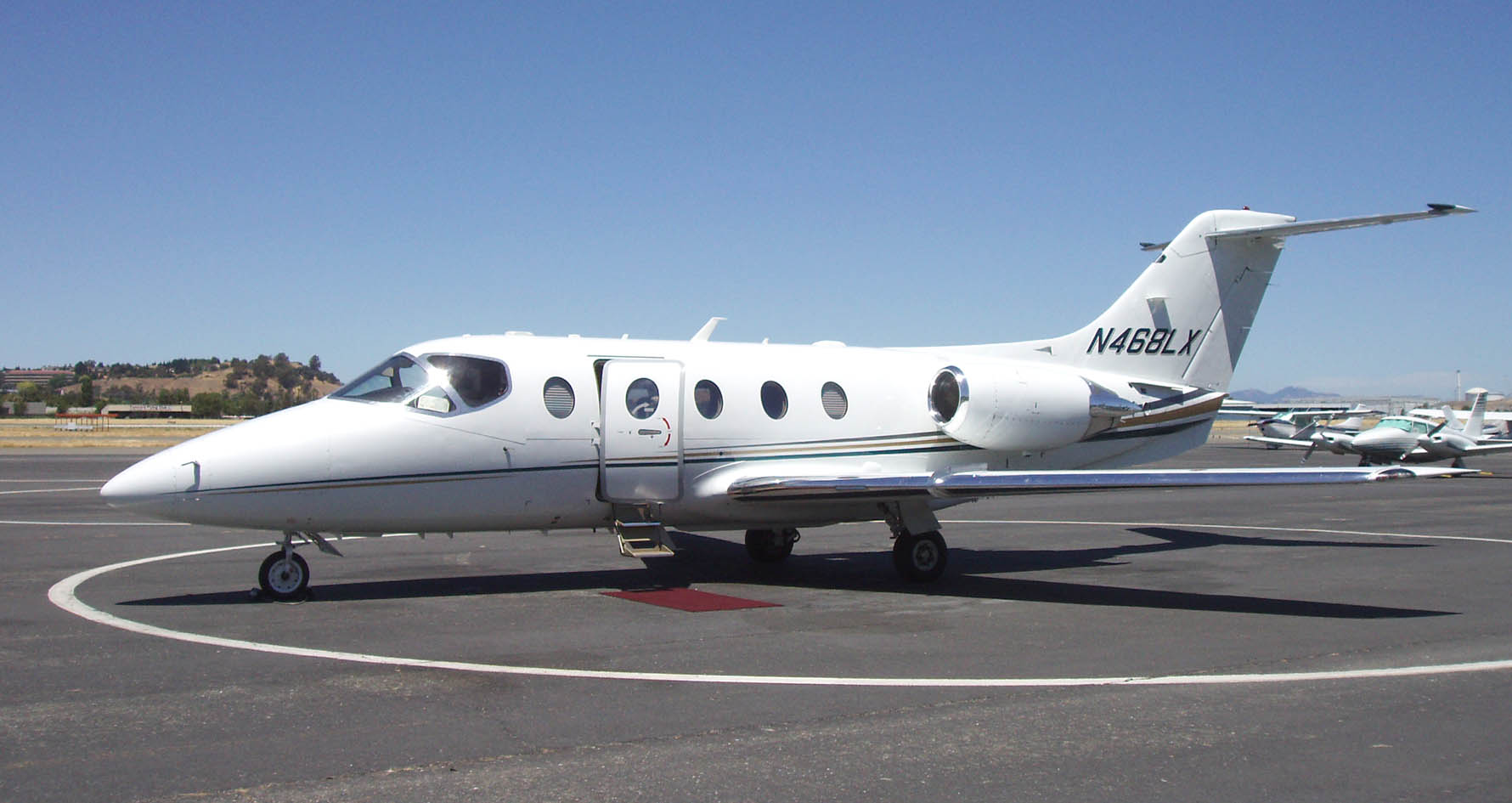
Hawker 400

Mitsubishi HSS-2

- Samoloty myśliwskie:
  - Mitsubishi A5M
  - Mitsubishi A6M Zero
  - Mitsubishi A7M
  - Mitsubishi F-1
  - Mitsubishi F-2
  - Mitsubishi F-4
  - Mitsubishi F-15
  - Mitsubishi F-86
  - Mitsubishi F-104
  - Mitsubishi J2M
  - Mitsubishi J8M
  - Mitsubishi T-2
  - Zero z Akutan
- Samoloty bombowe:
  - Mitsubishi B1M
  - Mitsubishi B2M
  - Mitsubishi B5M(inne języki)
  - Mitsubishi G1M(inne języki)
  - Mitsubishi G3M
  - Mitsubishi G4M
  - Mitsubishi Ki-1
  - Mitsubishi Ki-2
  - Mitsubishi Ki-15
  - Mitsubishi Ki-18
  - Mitsubishi Ki-20
  - Mitsubishi Ki-21
  - Mitsubishi Ki-30
  - Mitsubishi Ki-33
  - Mitsubishi Ki-46
  - Mitsubishi Ki-51
  - Mitsubishi Ki-57
  - Mitsubishi Ki-67
  - Mitsubishi Ki-83
  - Mitsubishi Ki-109
  - Mitsubishi Ki-202 – prototyp
  - Mitsubishi Typ 87
  - Mitsubishi Typ Washi – prototyp
- Inne:
  - Hawker 400(inne języki)
  - Mitsubishi 1MF
  - Mitsubishi 1MF10(inne języki)
  - Mitsubishi 1MT
  - Mitsubishi 2MB1
  - Mitsubishi 2MB2
  - Mitsubishi 2MR(inne języki)
  - Mitsubishi F1M
  - Mitsubishi K3M(inne języki)
  - Mitsubishi K7M(inne języki)
  - Mitsubishi MC-1(inne języki)
  - Mitsubishi MU-2(inne języki)
  - Mitsubishi Q2M – prototyp
- Helikoptery:
  - Mitsubishi HSS-2
  - Mitsubishi SH-60(inne języki)
  - Mitsubishi UH-60

### Samochody osobowe

#### Modele w produkcji
- Mitsubishi Adventure
- Mitsubishi ASX
- Mitsubishi Attrage(inne języki)
- Mitsubishi Cedia
- Mitsubishi Challenger
- mitsubishi Eclipse Cross
- Mitsubishi eK
- Mitsubishi Endeavor
- Mitsubishi Express(inne języki)
- Mitsubishi Freeca
- Mitsubishi Fuzion
- Mitsubishi i
- Mitsubishi i MiEV
- Mitsubishi Jolie
- Mitsubishi Kuda
- Mitsubishi L100
- Mitsubishi L200
- Mitsubishi Lancer
- Mitsubishi Maven
- Mitsubishi Minica
- Mitsubishi Minicab
- Mitsubishi Montero
- Mitsubishi Outlander
- Mitsubishi Pajero
- Mitsubishi Pajero iO
- Mitsubishi Pajero Mini

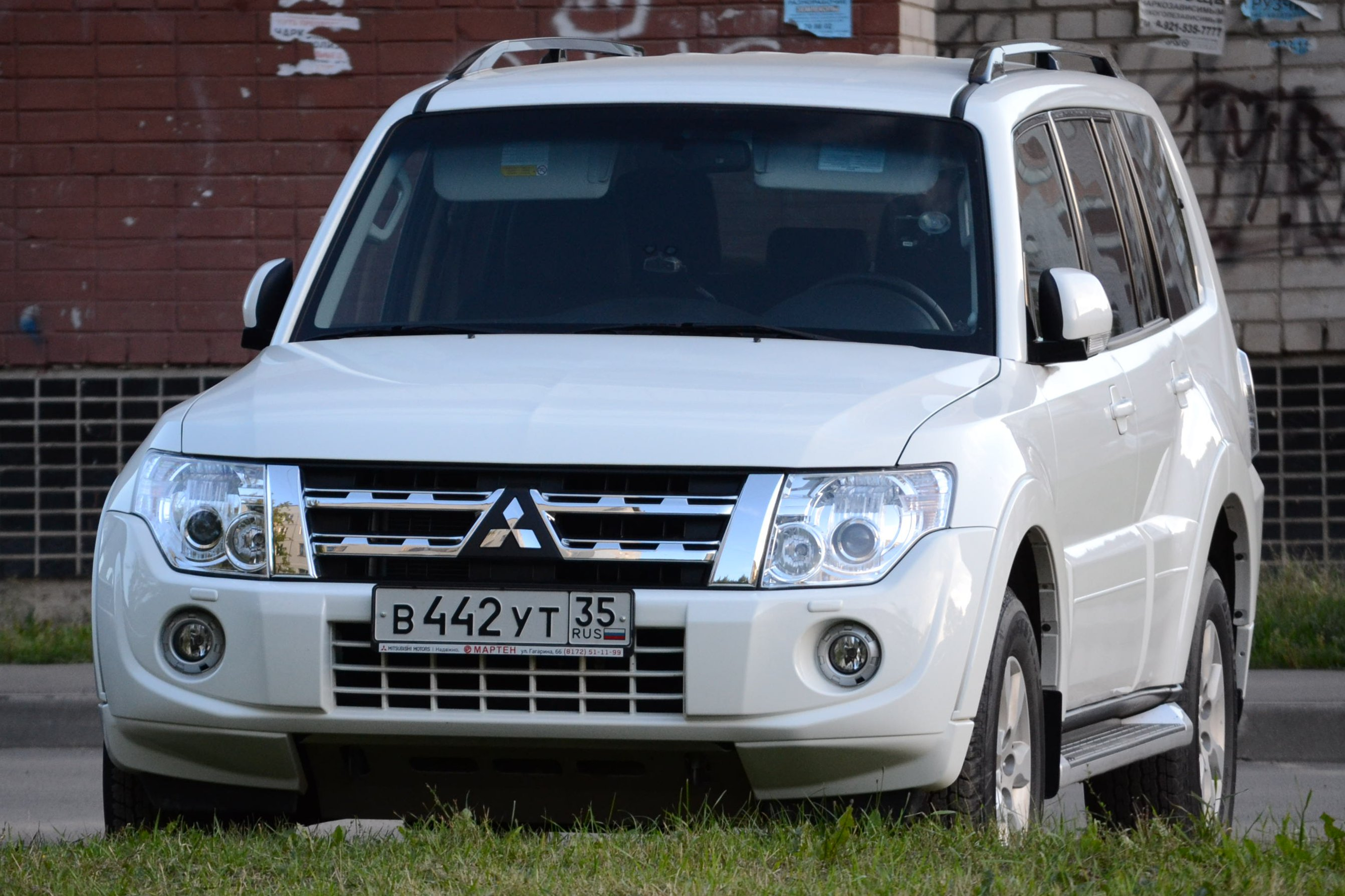
Mitsubishi Pajero IV

Mitsubishi Lancer

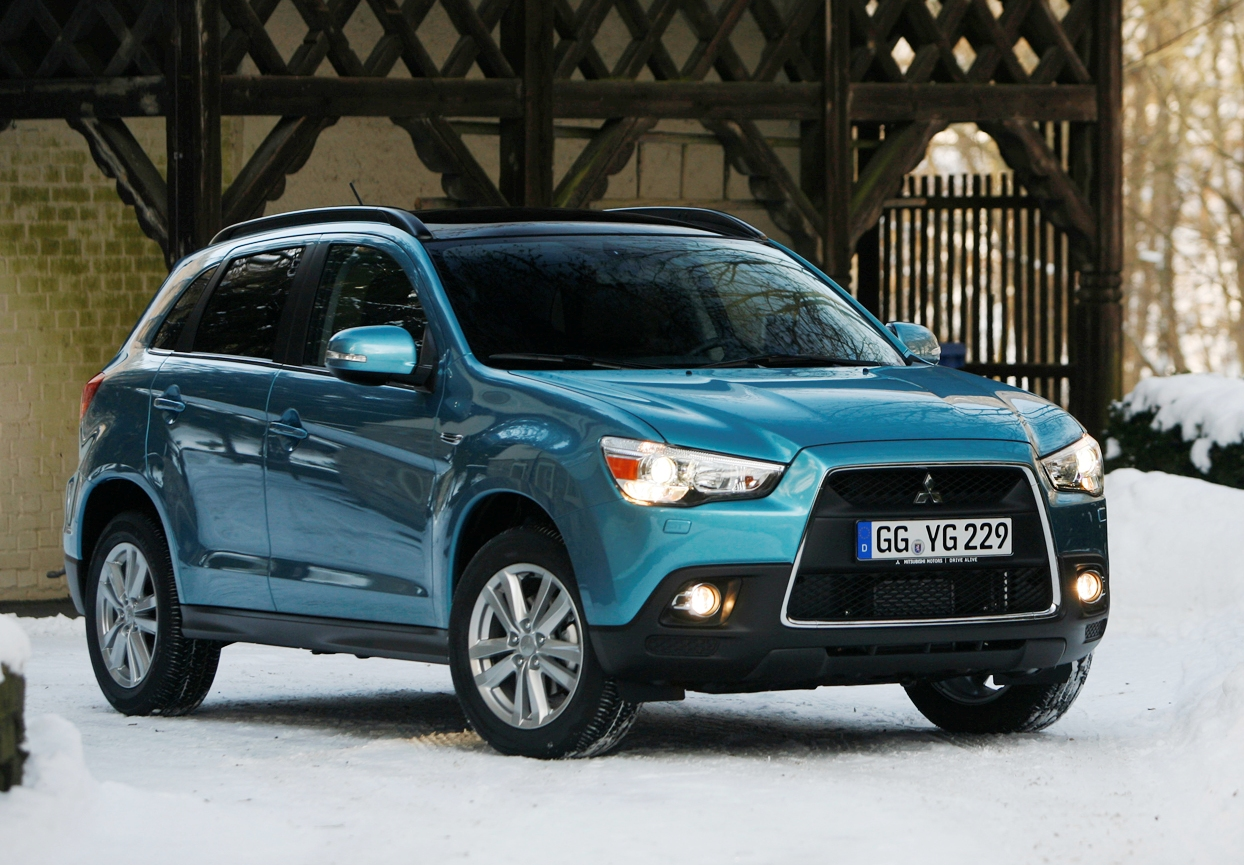
Mitsubishi ASX

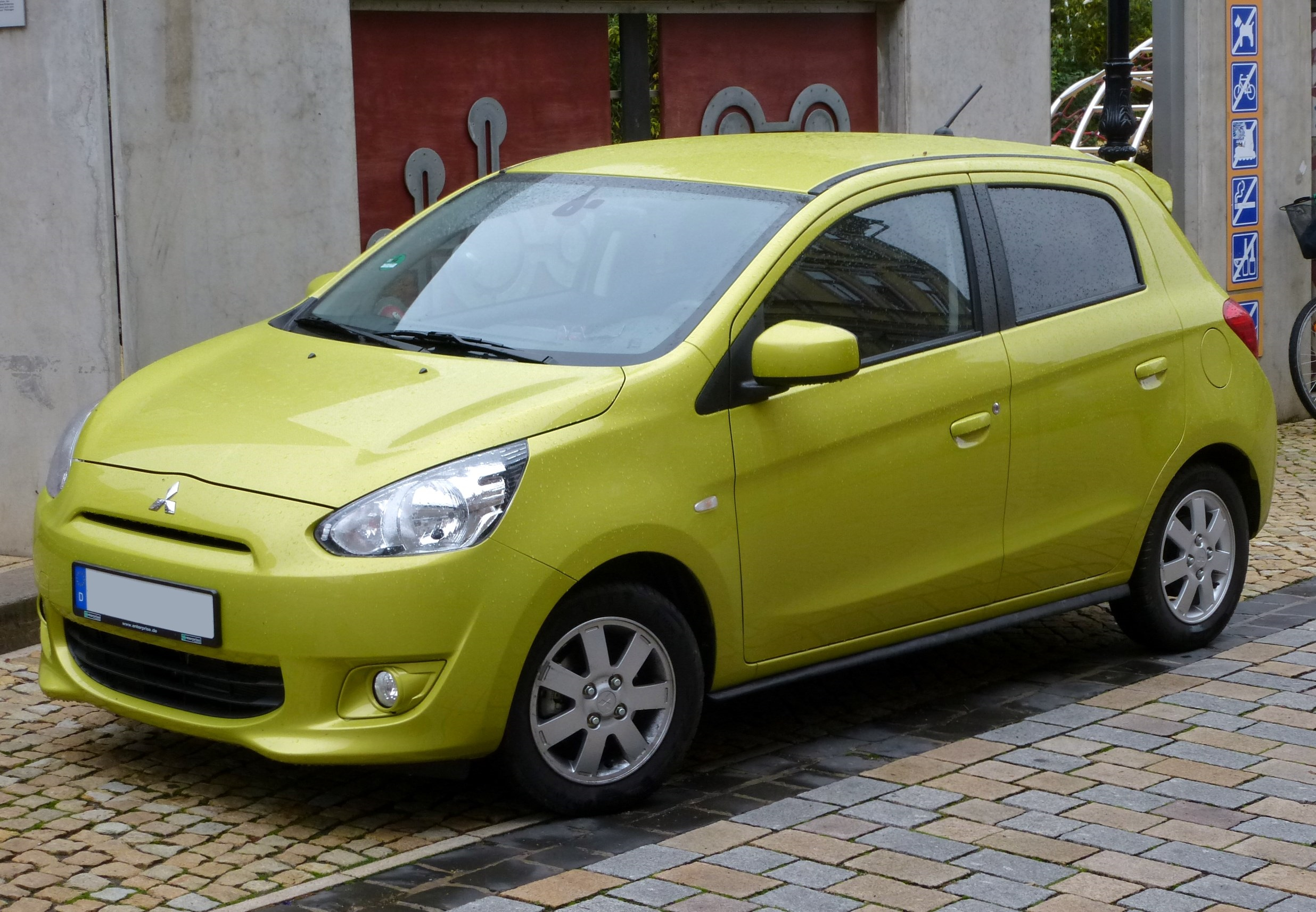
Mitsubishi Space Star (2013)

- Mitsubishi Space Star (2013)/Mirage VI
- Mitsubishi Pajero Sport
- Mitsubishi Raider
- Mitsubishi Shogun
- Mitsubishi Toppo
- Mitsubishi Town Box
- Mitsubishi Triton
- Mitsubishi Typ 73
- Mitsubishi Zinger

#### Modele nieprodukowane
- Mitsubishi 360
- Mitsubishi 380
- Mitsubishi 500
- Mitsubishi 3000GT
- Mitsubishi Airtek
- Mitsubishi Aspire
- Mitsubishi Carisma
- Mitsubishi Celeste
- Mitsubishi Challenger
- Mitsubishi Champ
- Mitsubishi Chariot
- Mitsubishi Colt
- Mitsubishi Colt 600
- Mitsubishi Colt 800
- Mitsubishi Colt Galant
- Mitsubishi Colt Plus
- Mitsubishi Cordia
- Mitsubishi Delica
- Mitsubishi Debonair
- Mitsubishi Diamante
- Mitsubishi Dignity
- Mitsubishi Dingo
- Mitsubishi Dion
- Mitsubishi Eclipse
- Mitsubishi Emeraude
- Mitsubishi Eterna
- Mitsubishi Expo
- Mitsubishi Expo LRV
- Mitsubishi Forte
- Mitsubishi FTO
- Mitsubishi G-Wagon
- Mitsubishi Galant
- Mitsubishi Galant Λ
- Mitsubishi Galant FTO
- Mitsubishi Galant GTO
- Mitsubishi Galant Lambda
- Mitsubishi Galant VR-4
- Mitsubishi Grandis
- Mitsubishi Grunder
- Mitsubishi GTO
- Mitsubishi Jeep
- Mitsubishi Kuda
- Mitsubishi L300
- Mitsubishi Lancer Evolution
- Mitsubishi Legnum
- Mitsubishi Libero
- Mitsubishi Magna
- Mitsubishi Mighty Max
- Mitsubishi Mirage
- Mitsubishi Model A(inne języki)
- Mitsubishi Montero
- Mitsubishi Montero Sport
- Mitsubishi Nativa
- Mitsubishi Nimbus
- Mitsubishi Outlander Sport

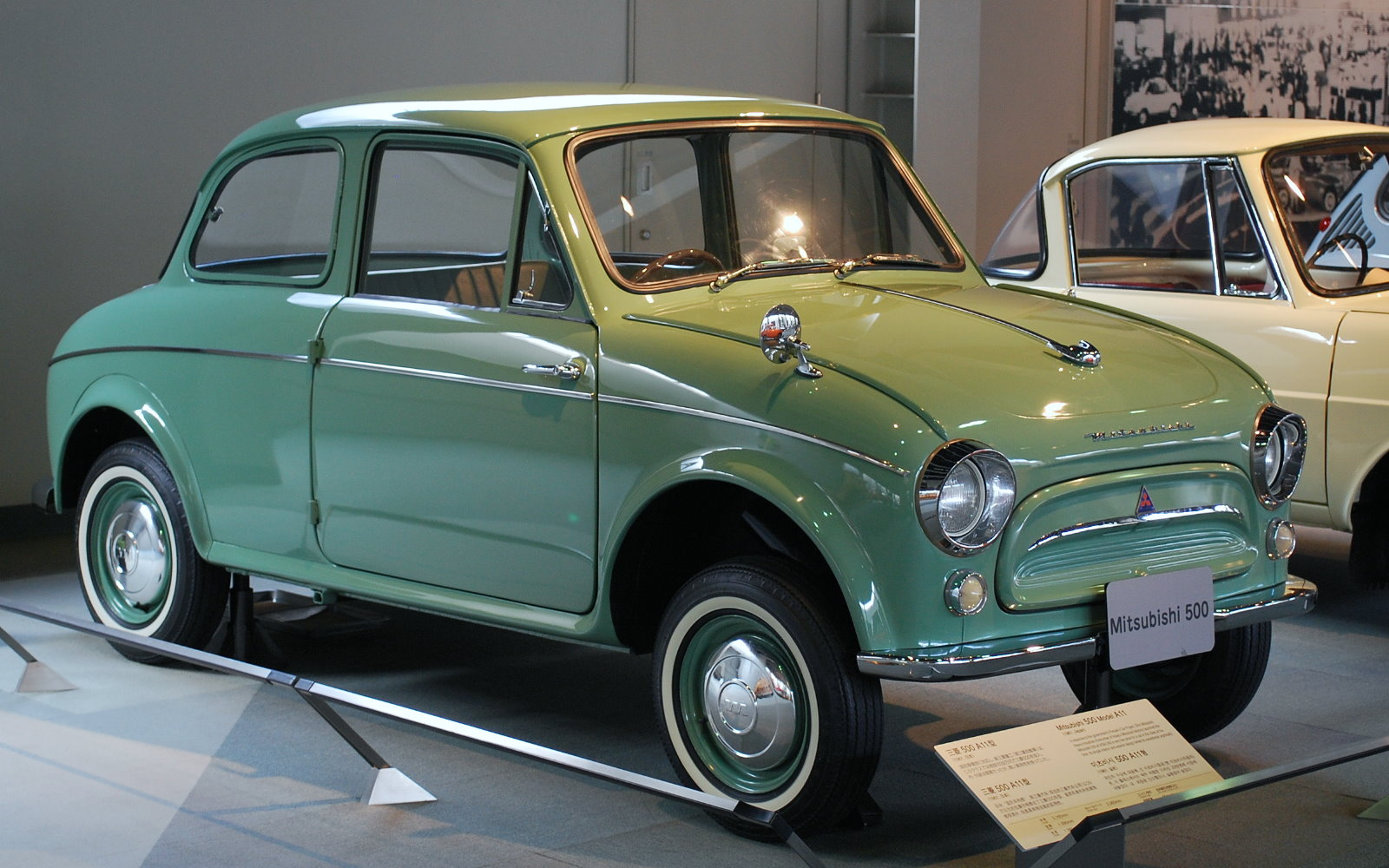
Mitsubishi 500 z 1961 roku

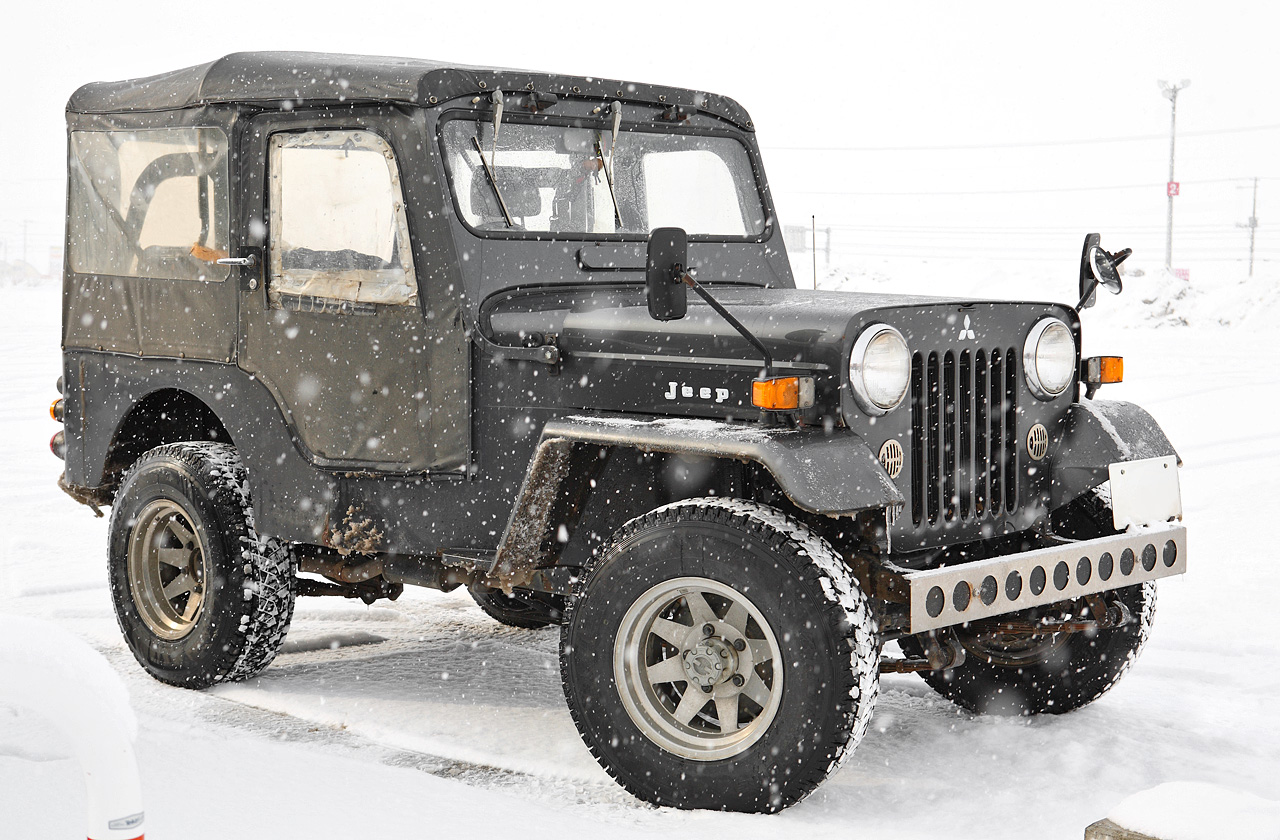
Mitsubishi Jeep J-53

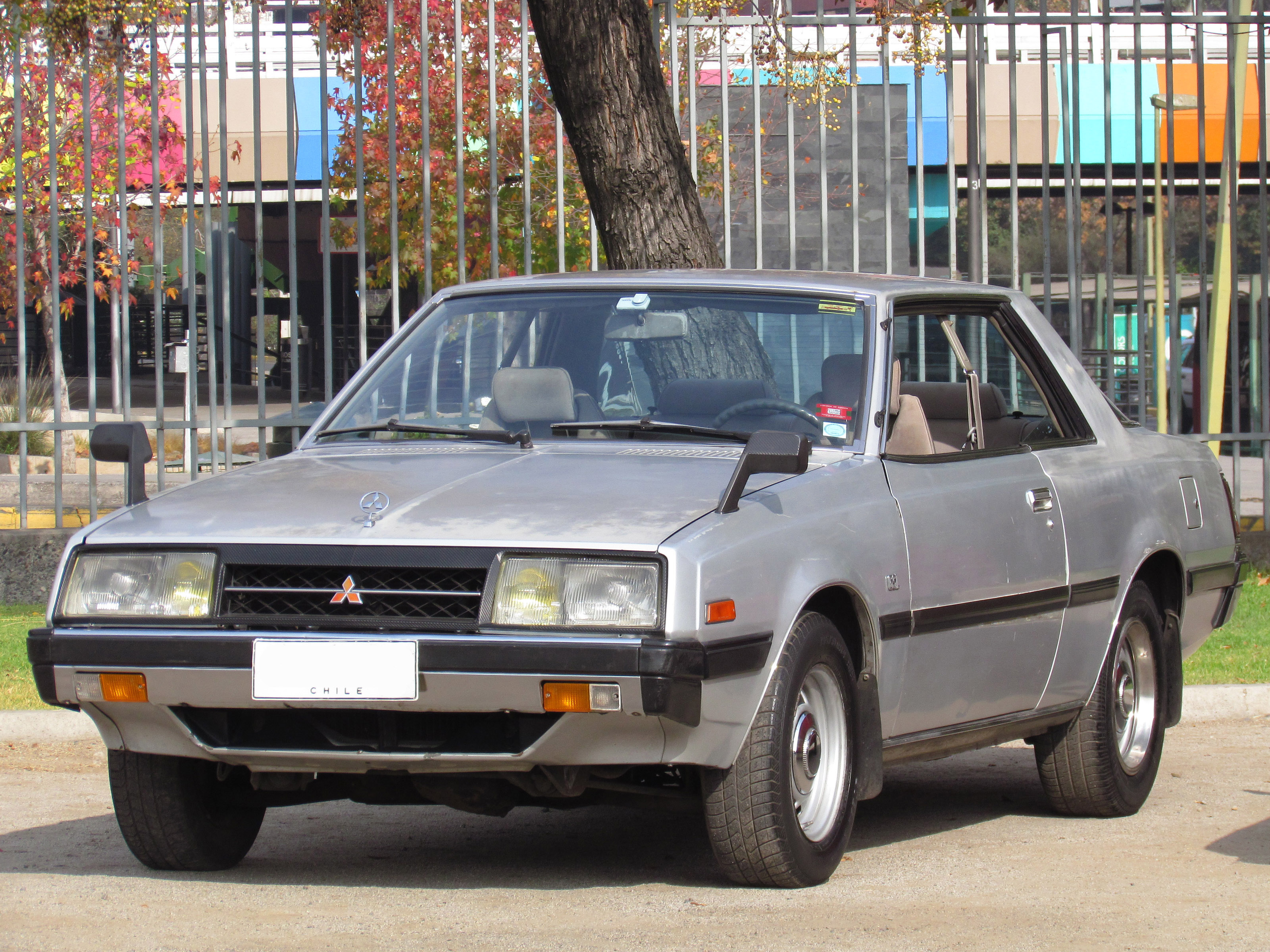
Mitsubishi Sapporo

Mitsubishi V3000

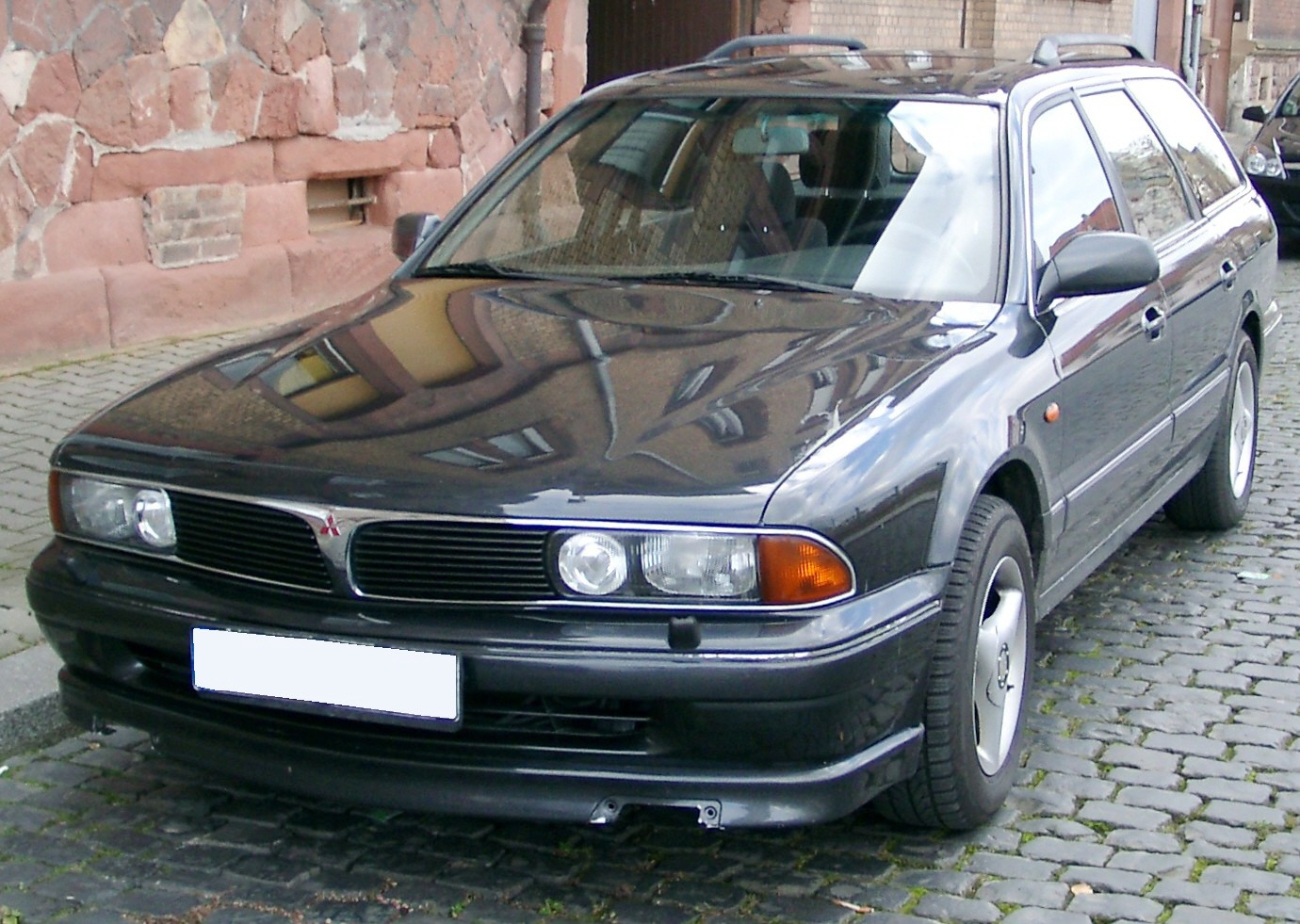
Mitsubishi Sigma

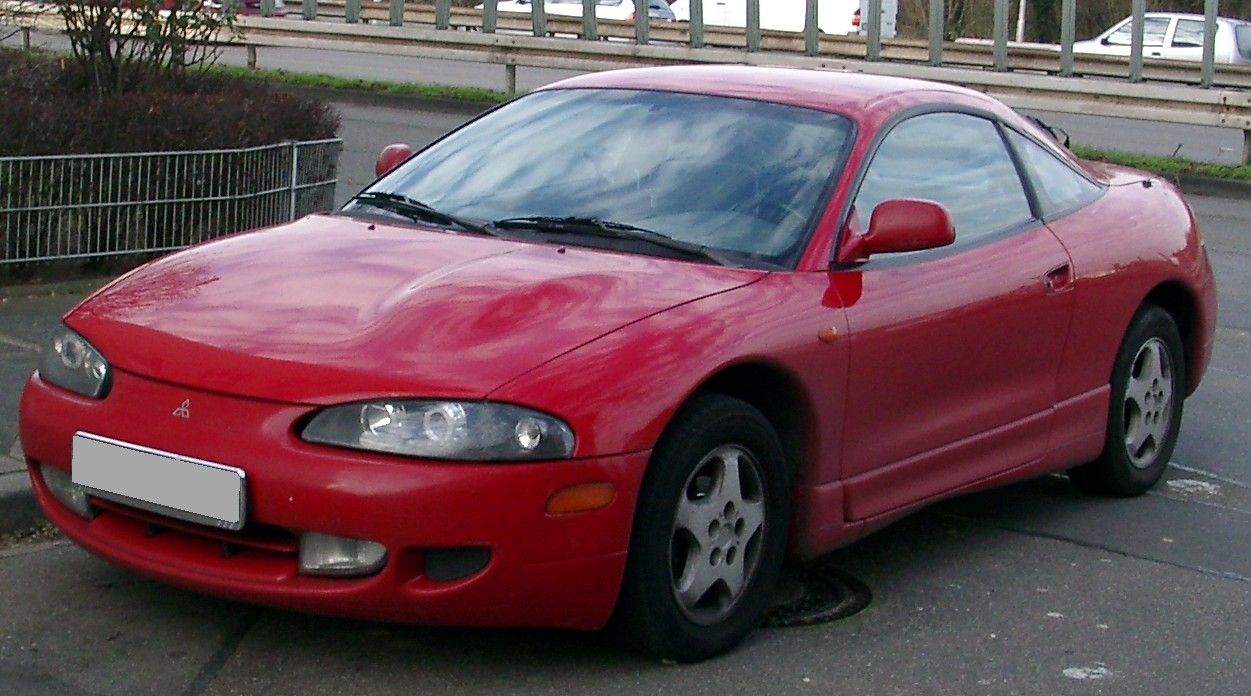
Mitsubishi Eclipse II

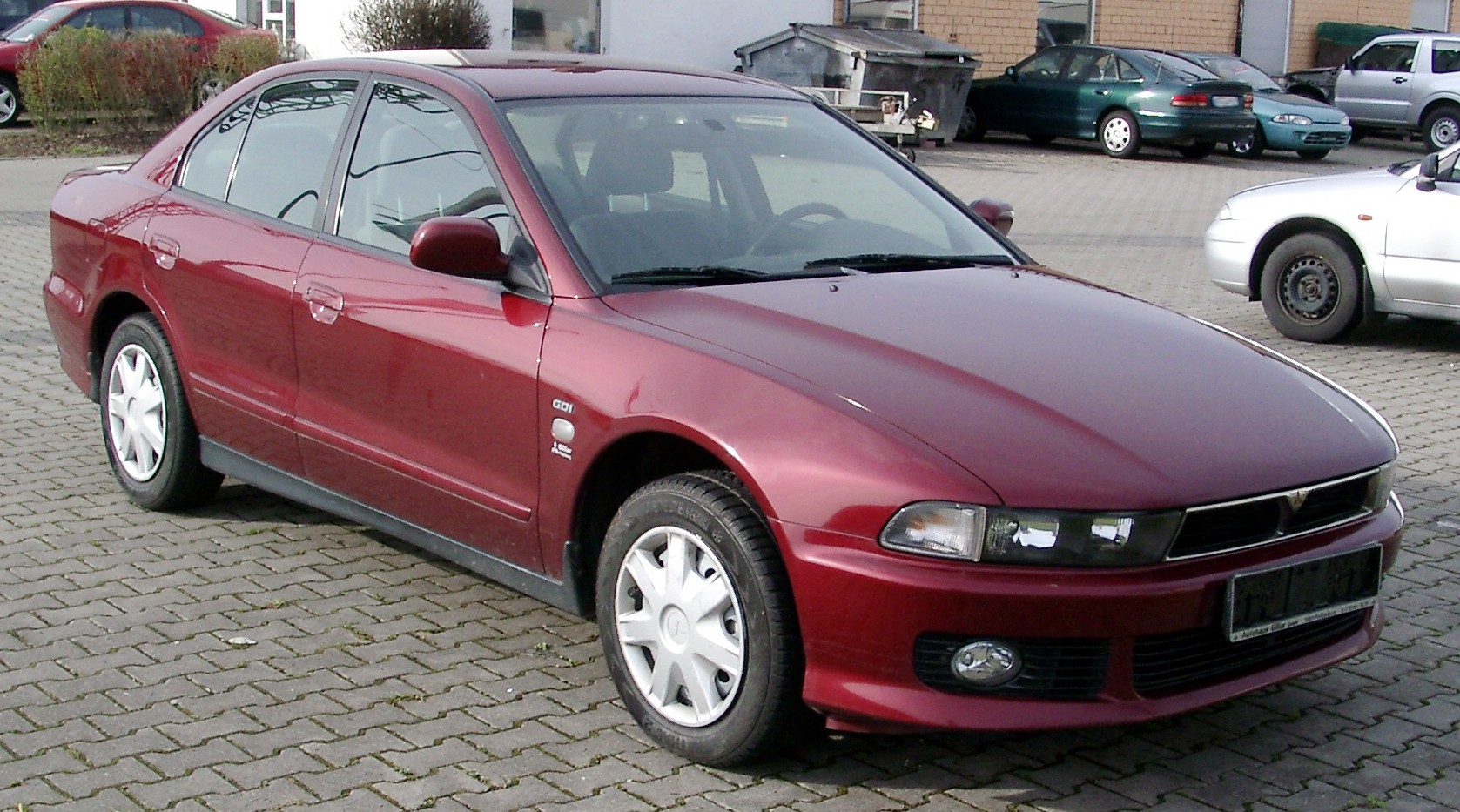
Mitsubishi Galant VIII

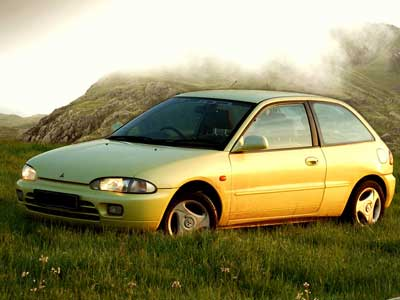
Mitsubishi Colt

- Mitsubishi Pajero Evolution(inne języki)
- Mitsubishi Pajero Junior
- Mitsubishi Pajero Pinin
- Mitsubishi Pinin
- Mitsubishi Pistachio
- Mitsubishi Precis
- Mitsubishi Proudia
- Mitsubishi Rodeo
- Mitsubishi RVR
- Mitsubishi Sapporo
- Mitsubishi Savrin
- Mitsubishi Scorpion
- Mitsubishi Shogun
- Mitsubishi Shogun Pinin
- Mitsubishi Shogun Sport
- Mitsubishi Sigma
- Mitsubishi Space Gear
- Mitsubishi Space Runner
- Mitsubishi Space Star
- Mitsubishi Space Wagon
- Mitsubishi Starion
- Mitsubishi Storm
- Mitsubishi Strada
- Mitsubishi Tredia
- Mitsubishi V3000
- Mitsubishi Verada

#### Samochody koncepcyjne
- Mitsubishi ASX
- Mitsubishi Concept-AR(inne języki)
- Mitsubishi Concept-CT(inne języki)
- Mitsubishi Concept-CT MIEV
- Mitsubishi Concept-cX
- Mitsubishi Concept D-5

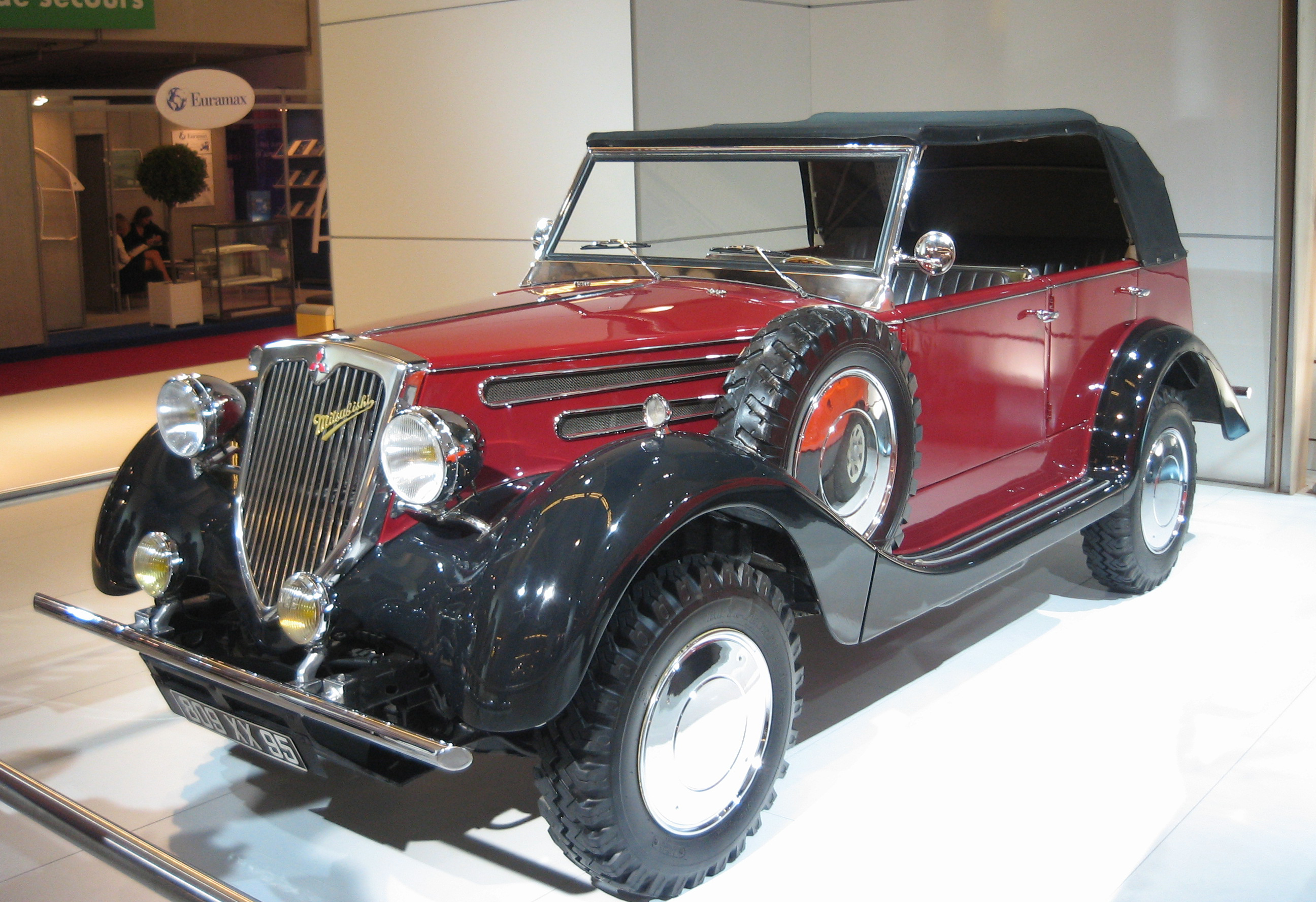
Mitsubishi PX33

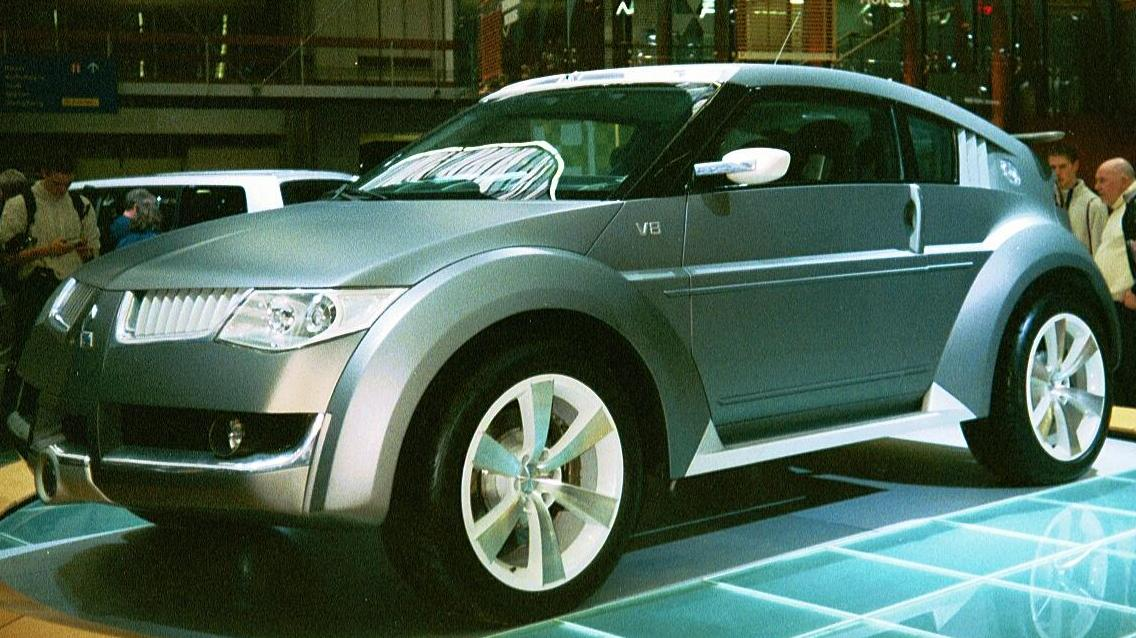
Mitsubishi Pajero Evolution 2+2

Mitsubishi Concept-cX

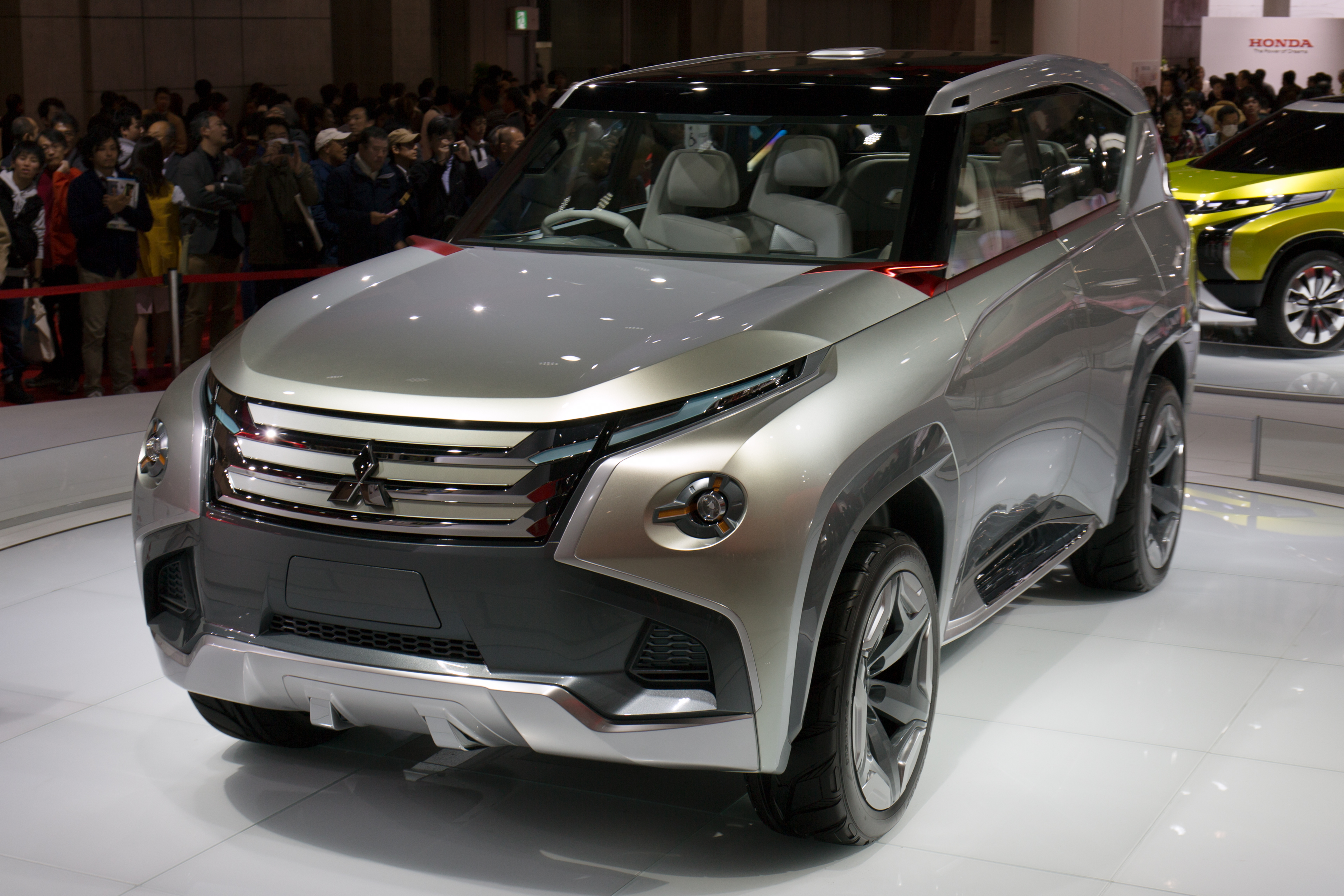
Mitsubishi Concept GC-PHEV

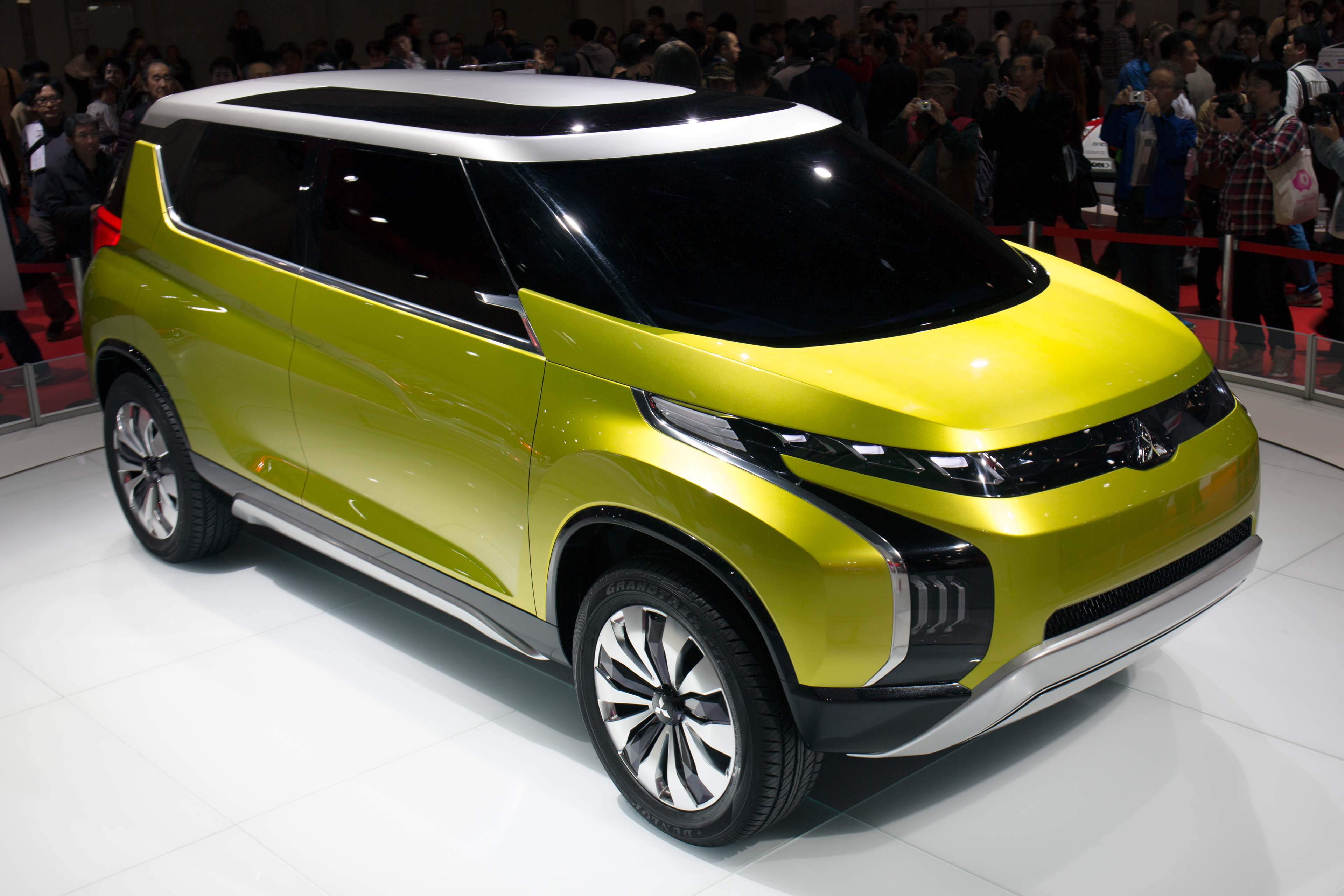
Mitsubishi Concept-AR

Mitsubishi Concept PX MiEV

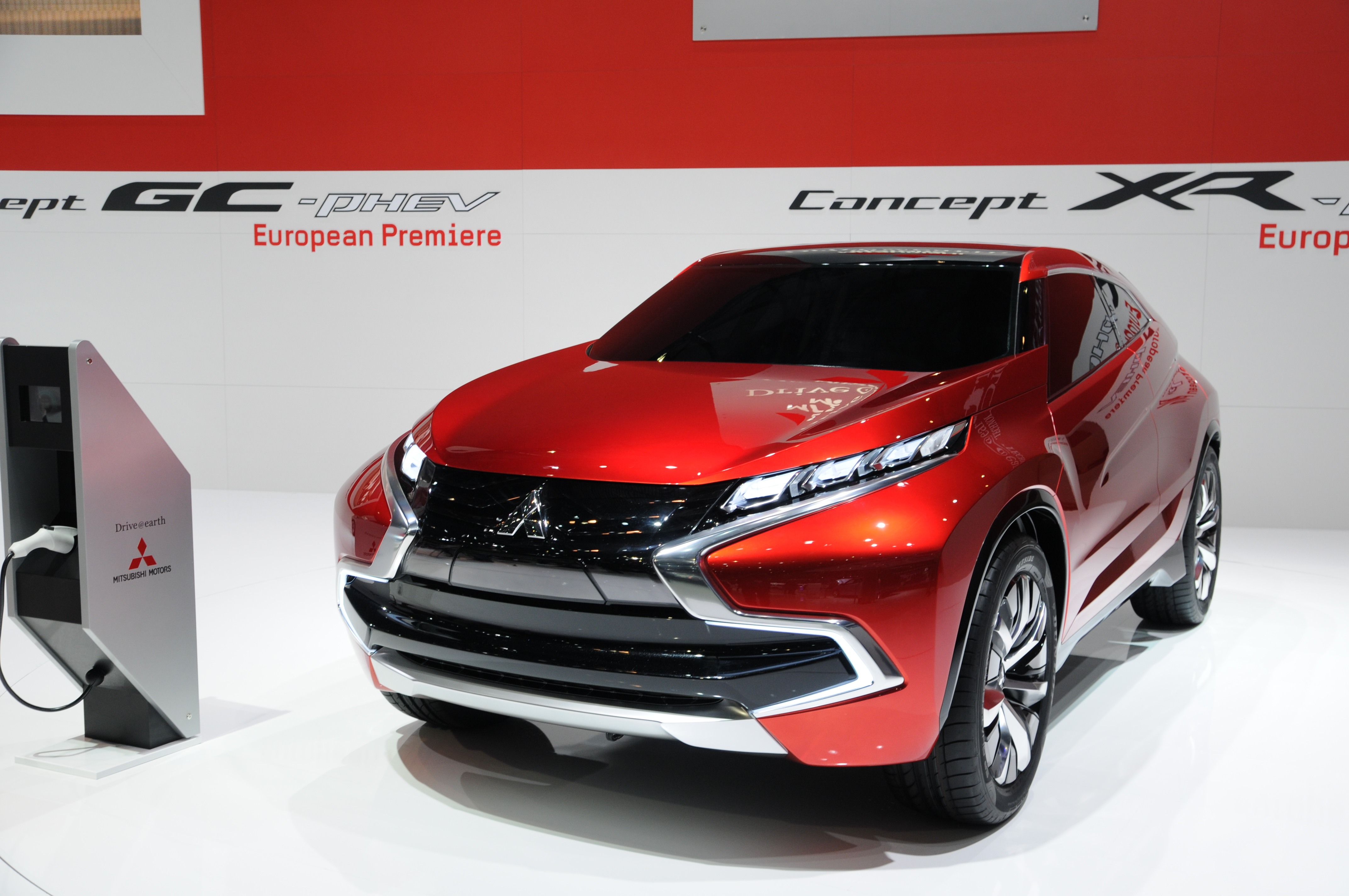
Mitsubishi Concept XR-PHEV

- Mitsubishi Concept-EZ MIEV(inne języki)
- Mitsubishi Concept GC-PHEV(inne języki)
- Mitsubishi Concept Global Small(inne języki)
- Mitsubishi Concept PX MiEV(inne języki)
- Mitsubishi Concept-RA(inne języki)
- Mitsubishi Concept-Sportback(inne języki)
- Mitsubishi Concept-X(inne języki)
- Mitsubishi Concept XR-PHEV(inne języki)
- Mitsubishi Concept-ZT(inne języki)
- Mitsubishi CZ2
- Mitsubishi CZ2 Cabriolet
- Mitsubishi CZ3 Tarmac
- Mitsubishi Double Shotz
- Mitsubishi Eclipse Concept-E
- Mitsubishi ESR(inne języki)
- Mitsubishi Evolander
- Mitsubishi EZ MiEV
- Mitsubishi FCV
- Mitsubishi Field Guard
- Mitsubishi Gaus(inne języki)
- Mitsubishi Global Small
- Mitsubishi Goku Shin Ka
- Mitsubishi HSR(inne języki)
- Mitsubishi HSR III
- Mitsubishi HSX
- Mitsubishi „i” Concept
- Mitsubishi i MiEV Cargo
- Mitsubishi i MiEV Sport(inne języki)
- Mitsubishi i MiEV SportAir
- Mitsubishi Lynx
- Mitsubishi MAIA
- Mitsubishi Maus
- Mitsubishi MMR525 Racer
- Mitsubishi MP-90X
- Mitsubishi mR. 1000
- Mitsubishi mS. 1000
- Mitsubishi MUM500
- Mitsubishi Nessie(inne języki)
- Mitsubishi Pajero Evolution 2+2(inne języki)
- Mitsubishi Prototype-S
- Mitsubishi Protorype X
- Mitsubishi PX33(inne języki)
- Mitsubishi PX-MiEV
- Mitsubishi Concept-RA(inne języki)
- Mitsubishi Roadster Konzept
- Mitsubishi RPM 7000(inne języki)
- Mitsubishi Se-Ro
- Mitsubishi Space Liner
- Mitsubishi Sport Truck Concept
- Mitsubishi SSS
- Mitsubishi SST
- Mitsubishi SSU(inne języki)
- Mitsubishi SSW
- Mitsubishi SUP(inne języki)
- Mitsubishi SUW(inne języki)
- Mitsubishi Tarmac
- Mitsubishi Tarmac Spyder
- Mitsubishi Technas
- Mitsubishi TETRA(inne języki)

### Samochody użytkowe i autobusy

Mitsubish MT23

- Fuso B46
- C-10 Silver Pigeon
- Mitsubishi Canter(inne języki)
- Mitsubishi MB46
- Mitsubishi MT23
- Mitsubishi R1
- Mitsubishi T1
- Mitsubishi T380
- Mitsubishi T390
- XTM1 Mizushima

### Pojazdy wojskowe

Mitsubishi Type 10

- Mitsubishi Type 10
- Mitsubishi Type 60
- Mitsubishi Type 61
- Mitsubishi Type 73
- Mitsubishi Type 74
- Mitsubishi Type 75
- Mitsubishi Type 87 (samolot)
- Mitsubishi Type 89
- Mitsubishi Type 90
- Mitsubishi Type 91
- Mitsubishi Type 95

### Pociski rakietowe

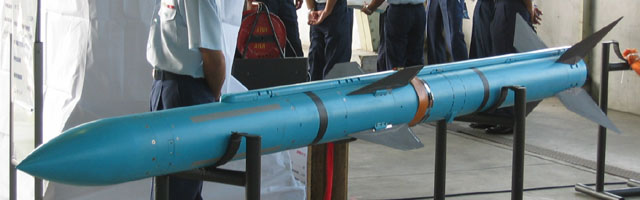
Pocisk rakierowy AAM-4

- AAM-1(inne języki)
- AAM-2(inne języki)
- AAM-3
- AAM-4
- AAM-5(inne języki)

## Technologia stosowana w samochodach
- GDI

Koncern Mitsubishi jako pierwszy w 1995 roku wprowadził do seryjnej produkcji silnik z bezpośrednim wtryskiem paliwa do komory spalania. Określenie literowe silnika pochodzi ze skrótu angielskiej nazwy Gasoline Direct Injection, którą można przetłumaczyć jako bezpośredni wtrysk benzyny. Twórcy silnika GDI z dumą podkreślają, że łączy on w sobie właściwości dwóch jednostek; dużą moc benzynowej, z małym zużyciem paliwa i wysokim momentem obrotowym charakterystycznym dla silników wysokoprężnych. Obliczyli, że w stosunku do konwencjonalnego silnika benzynowego, GDI zużywa o 20% mniej paliwa, o tyleż samo procent emituje mniej dwutlenku węgla i ma o 10% większą moc.
W GDI podczas suwu ssania powietrze jest doprowadzane do cylindra przez prawie pionowy (aby nabrać prędkości) kanał dolotowy, „odbijając” się od specjalnie ukształtowanego denka tłoka zostaje silnie zawirowane i gdy tłok przesuwa się do góry, wykonując suw sprężania, następuje wtrysk benzyny bezpośrednio do cylindra i w ten sposób utworzona mieszanka zapalana jest od iskry elektrycznej świecy zapłonowej. Silnie zawirowane powietrze łatwiej łączy się z benzyną, tym samym spalana jest uboga mieszanka i silnik pracuje w cyklu oszczędnym.
Jeśli mocniej naciśniemy pedał przyspiesznika, bardziej obciążony silnik przechodzi na inny tryb pracy. Rośnie wtedy zapotrzebowanie na paliwo, które wtryskiwane jest w dwóch porcjach; pierwsza już podczas suwu ssania, natomiast druga jak w pierwszym przypadku, czyli podczas suwu sprężania. Ten sposób wtrysku umożliwił podniesienie stopnia sprężania do 12,5, tym samym uzyskanie większej mocy.
Dwa różne tryby pracy, zależnie od obciążenia silnika powodują, że podczas jednostajnej, spokojnej jazdy spalamy ubogą mieszankę, oszczędzając paliwo, natomiast przy dynamicznej jeździe, np. z prędkością powyżej 120 km/h dysponujemy większą mocą silnika, ale spalamy więcej paliwa. Dlatego właśnie różne są opinie o ekonomii tego silnika, odnoszone do modelu Carisma GDI.
Niewątpliwą zaletą silnika GDI jest to, że mieszanka benzyny i powietrza powstaje bezpośrednio w cylindrze. Można więc precyzyjnie sterować ilością wtryskiwanego paliwa, jak i momentem zapłonu.
W silniku GDI zastosowano wiele interesujących rozwiązań technicznych, np. dwie pompy paliwa – wysokociśnieniową (5 MPa) i drugą niskociśnieniową do dostarczania paliwa tej wysokociśnieniowej, a także świece zapłonowe z platynowymi elektrodami, które wymienia się dopiero po przejechaniu 90000 km. Ponad 200 nowych rozwiązań zastosowanych w silniku chronią patenty, najważniejsze z nich dotyczą: pionowego kanału dolotowego powietrza, wysokociśnieniowej pompy paliwa, wysokociśnieniowego wtryskiwacza i kształtu denka tłoka.
- MIVEC

MiVEC (ang. Mitsubishi Innovative Valve timing and lift Electronic Control system) – silnik z elektronicznie sterowanym systemem zmiennych faz rozrządu, które zaprojektowano w Japonii, a produkcję uruchomiono w nowych zakładach Mitsubishi Motors Corporation. Zmniejsza się przez to zużycie paliwa i poprawia się dynamika silnika, gdyż zawory otwierają się bez opóźnień. System zastosowano m.in. w modelu Lancer Evolution IX.